# E. Marlitt
E. Marlitt, pseudonimo di Friederike Henriette Christiane Eugenie John (Arnstadt, 5 dicembre 1825 – Arnstadt, 22 giugno 1887), è stata una scrittrice tedesca. Fu una delle scrittrici tedesche più lette del suo tempo, insieme a Ottilie Wildermuth, Friedrich Wilhelm Hackländer e Marie Nathusius.
Quasi tutte le sue opere apparvero per la prima volta in forma di prosa a puntate sul settimanale familiare Die Gartenlaube. Nelle prime pubblicazioni di libri che seguirono, tutti i testi erano riccamente illustrati da rinomati artisti dell'epoca.

## Biografia
Nacque ad Arnstadt, all'epoca centro della signoria di Schwarzburg-Sondershausen. Fu la seconda di cinque figli di Ernst Johann Friedrich John e di sua moglie, Johanna Böhm. Sin da giovane mostrò talento per la scrittura e il canto. La principessa Mathilde von Schwarzburg-Sondershausen la istruì prima alla corte di Schwarzburg-Sondershausen e poi a Vienna nelle materie di cultura generale, nel pianoforte e come cantante.
Tuttavia, dopo i primi successi sul palcoscenico a Sondershausen, Arnstadt, Linz, Graz e Lemberg, nel 1853 dovette abbandonare la professione di cantante da camera principesca, a causa di un problema di udito. Divenne poi lettrice  per la principessa e la accompagnò nei suoi numerosi viaggi. I problemi finanziari della principessa, la costrinsero a limitare le attività di corte e a licenziarla nel 1863. Da allora visse con la famiglia del fratello Alfred, che era insegnante di scuola secondaria ad Arnstadt, e si mantenne con lezioni di cucito, ricamo, pianoforte e canto.
Nel 1865 inviò due novelle firmate con lo pseudonimo diE. Marlit a Ernst Keil, editore del mensile Die Gartenlaube, di Lipsia. L'uso di uno pseudonimo dal suono maschile era un artificio utilizzato da molte autrici emergenti dell'epoca per evitare di uscire allo scoperto. Non rivelò mai come le fosse venuto in mente il nome "Marlitt". Ernst Keil pubblicò il suo racconto Die zwölf Apostel (I dodici apostoli) in Die Gartenlaube e solo poco dopo il suo primo romanzo Goldelse. Il successo fu immenso e si affermò come autrice di punta della Gartenlaube. Il ricavato della vendita dell'edizione del suo terzo romanzo, Reichsgräfin Gisela, fu tale da permetterle di acquistare una magnifica villa alla periferia di Arnstadt, che chiamò "Marlittsheim".
Nel 1885 pubblicò nove romanzi per Gartenlaube, Il decimo romanzo che riportava il suo nome uscì postumo, ma l'autrice principale fu Wilhelmine Heimburg. Dopo Harriet Beecher Stowe, fu considerata una delle prime autrici di bestseller al mondo; ebbe un ruolo fondamentale nell'aumentare il numero di abbonati alla rivista Gartenlaube, che passo da 100.000 a circa 400.000 tra il 1865 e la metà degli anni ottanta del Novecento.
Non si sposò mai. Si trasferì nella Villa Marlittsheim nel 1871 insieme al padre, al fratello Alfred e alla sua famiglia. Si ritrovò costretta ad utilizzare la sedia a rotelle dall'artrite dal 1868, cioè dalla pubblicazione del suo secondo romanzo, Das Geheimnis der alten Mamsell. Morì ad Arnstadt nel 1887 e fu sepolta in una tomba a muro nel Cimitero Vecchio della città bassa.
Anche Walter John (noto anche come Walter John Marlitt), figlio di suo fratello Alfred e di sua moglie Ida, divenne uno scrittore. Dopo un'operazione speculativa fallimentare di Walter John, nel 1911 la famiglia fu costretta a vendere la villa.

## Opere
- Die zwölf Apostel (1865)
- Goldelse (1866)
- Blaubart (1866)
- Das Geheimnis der alten Mamsell (1868)
- Thüringer Erzählungen (1869)
- Reichsgräfin Gisela (1870)
- Heideprinzeßchen (1872)
- Die zweite Frau (1874)